# Israel Pickens
Israel Pickens (30 de enero de 1780 - 24 de abril de 1827) fue un político y abogado estadounidense que ocupó los cargos de gobernador de Alabama (1821-1825), miembro del Senado de Carolina del Norte (1808-1810) y congresista por Carolina del Norte en la Cámara de Representantes de los Estados Unidos (1811-1817).
Nacido en Concord (Carolina del Norte), Pickens se graduó en el Jefferson College (ahora Washington & Jefferson College) en 1802, donde estudió derecho.
Luego de ser gobernador, fue nombrado miembro del Senado de los Estados Unidos para ocupar la vacante dejada tras la muerte de Henry H. Chambers. Solamente ocupó ese cargo desde el 17 de febrero hasta el 27 de noviembre de 1826, cuando el sucesor electo, John McKinley, pasó a ocupar ese escaño. Murió en Matanzas (Cuba) en 1827. Originalmente enterrado en un cementerio familiar; más tarde fue trasladado al cementerio de la ciudad de Greensboro (Alabama).